# 下科烏尼采

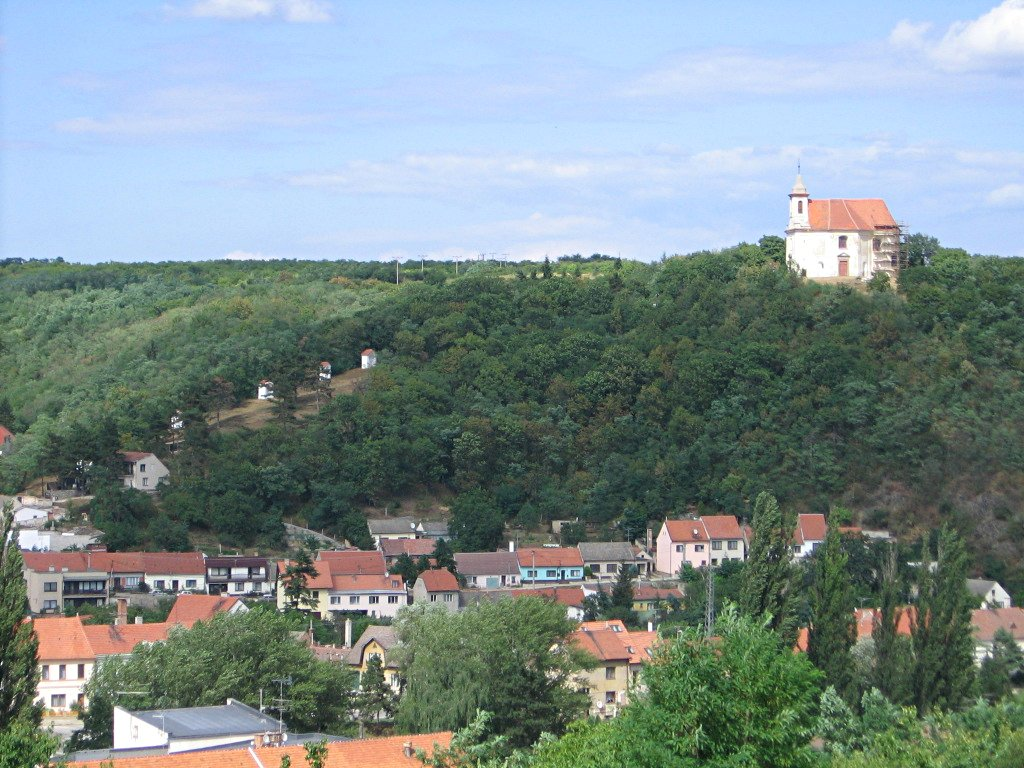

下科烏尼采是捷克的城鎮，位於該國東南部伊赫拉瓦河畔，距離首府布爾諾25公里，由南摩拉維亞州負責管轄，面積8.97平方公里，海拔高度195米，2012年人口達2,454。

## 外部連結
- Municipal website（页面存档备份，存于） （捷克文）